# Maciel (Paraguai)
Maciel é uma cidade do Paraguai, Departamento Caazapá. Possui uma população de 4.338 habitantes e sua economia é baseada na exploração florestal e  pecuária

## Transporte
O município de Maciel é servido pelas seguintes rodovias:
- Caminho em pavimento ligando a cidade ao município de Doctor Moisés S. Bertoni
- Caminho em pavimento ligando a cidade ao município de Caazapá [1][2][3]